# Migecianismo
El migecianismo fue un movimiento herético que predicaba Migecio en el año 782, profesando una doctrina islamizante encubierta, que condenaba el trato con los paganos y defendía la santidad de los cristianos, fruto de polémicas con musulmanes. Surgió en la provincia eclesiástica Bética, proliferando en Hispania, hacia el año 777.
Su doctrina teológica sobre la Santísima Trinidad, claramente heterodoxa, según la cual David era Dios padre, Cristo hijo de David, y el hijo de Dios con San Pablo, el Espíritu Santo, estaba formada por personajes que entraban perfectamente como tema en el diálogo con musulmanes, adaptándose a sus interlocutores, aunque sea para refutarlos, y se puede considerar antecedente del adopcionismo, puesto que defiende la filiación humana de Jesús, hijo de David según la carne.
Además de predicar otros errores o herejías como:
- Resistirse a celebrar la Pascua en la fecha puesta en el concilio de Nicea de 325 porque en la Bética se trasladaba del día 14 de Nissan al 22, y no al 21, dilatándose así la fiesta.[3] La Iglesia intentaba evitar el sistema judío de la Pascua en la fecha 14 del Nissan defendido por los obispos de Asia, que alegaban era la tradición de San Juan Evangelista, y porque la unanimidad en la fecha entre los cristianos era una muestra de universalidad de la Iglesia.[4]
- Dogmatizar que los sacerdotes no debían de tenerse por pecadores, y si se confesaban por ello, no debían acercarse al altar, y por no ser excluido del ministerio sacerdotal evitaba comer con los pecadores.[5]
- Practicar el ayuno el sábado, como lo hacían los visigodos al convivir la comunidad cristiana con la judía.[6]
- Abstenerse de la ingesta de animales inmundos.
- Considerar la inexistencia del libre albedrío y de la predestinación.
- Fomentar los matrimonios mixtos, el divorcio, el concubinato en los clérigos y las ordenaciones anticanónicas.[7]
- Opinar que la verdadera Iglesia católica estaba reducida en la ciudad de Roma por ser la nueva Jerusalén, junto con otros temas de tendencias judaizantes.[5]

El conjunto de enseñanzas de Migecio le acerca al islam en el monoteísmo absoluto, pero es para oponerse mejor a los musulmanes, puesto que en lugar de denigrarlos prefiere mostrar la santidad intrínseca de los cristianos, que no deberían tratar con ellos, precisamente por esa santidad que poseen.
Todas estas herejías ponían en peligro las relaciones de tolerancia religiosa entre los ciudadanos mozárabes, y fueron denunciadas por el papa Adriano I en el año 782 al obispo Egila (775-784) junto con el presbítero Juan, y a todos los obispos de Hispania, en las Epístolas 95, 96 y 97 extractadas del Códice Carolingio
Fueron condenadas en el concilio de Sevilla de 784, denominado Hispanum, y convocado por Elipando (783-808), arzobispo de Toledo y primado de Hispania, con el objetivo de reprimir a los migecianos por los errores difundidos por Migecio y Egila.